# Niwelacja satelitarna
Niwelacja satelitarna – pomiar różnic wysokości punktów wykonywany metodą precyzyjnego pozycjonowania przy pomocy globalnego systemu nawigacji satelitarnej. Zespół czynności, których rezultatem jest wyznaczenie wysokości ortometrycznych na podstawie wysokości geometrycznych wyznaczanych techniką satelitarną GPS oraz informacji o ziemskim polu siły ciężkości, które pozwalają wyznaczyć odstęp geoidy od elipsoidy. Do regionalnych wyznaczeń model potencjału grawitacyjnego wprowadzamy regionalne i lokalne anomalie grawimetryczne, a w podejściu lokalnym numeryczne modele terenu.
Są trzy sposoby wyznaczenia geoidy w skali globalnej:
- całkowanie anomalii grawimetrycznych za pomocą wzoru Stokesa,
- rozwinięcie potencjału zakłócającego w szereg funkcji harmonicznych,
- kolokacja metodą najmniejszych kwadratów (możemy włączyć różne dane np: astronomiczne odchylenia pionu, wysokości ortometryczne znane z niwelacji),

## Niwelacja na niewielkich obszarach
Na danym obszarze mamy repery o znanej wysokości ortometrycznej. Chcemy wyznaczyć wysokości ortometryczne punktów wewnątrz obszaru. Wykonujemy to na podstawie wyznaczanych wysokości geometrycznych z pomiaru GPS oraz dodatkowych informacji o ziemskim polu siły ciężkości, które pozwolą wyznaczyć odstęp geoidy od elipsoidy N.
Wysokości ortometryczne obliczamy ze wzoru:
{\displaystyle H_{ort}=H_{geom}-N}
Sposoby wyznaczenia odstępów geoidy od elipsoidy:
- interpolacja ww. odstępów (obliczamy znane odstępy, rozwiązanie równań interpolacyjnych metodą najmniejszych kwadratów, obliczamy wysokości ortometryczne przez interpolację),
- wykonywanie niwelacji astronomicznej i pomiarów GPS (redukcja na geoidę współrzędnych astronomicznych przez uwzględnienie krzywizny linii pionu),
- wykonywanie niwelacji trygonometrycznej i pomiar GPS (pomiar synchroniczny odległości zenitalnej i obliczenie ΔN)